# میشل روکا (بازیکن فوتبال)
میشل روکا (انگلیسی: Michele Rocca؛ زادهٔ ۶ فوریهٔ ۱۹۹۶) بازیکن فوتبال اهل ایتالیا است.
از باشگاه‌هایی که در آن بازی کرده‌است می‌توان به باشگاه فوتبال اینتر میلان، باشگاه فوتبال ویرتوس لانچانو، باشگاه فوتبال سمپدوریا، باشگاه فوتبال نووارا، و باشگاه فوتبال پرو ورچلی اشاره کرد.
وی همچنین در تیم ملی فوتبال زیر ۲۰ سال ایتالیا بازی کرده‌است.